# Nereidka hnědá
Nereidka hnědá (Nereis pelagica), také označovaná jako nereidka různobarvá, je druh mnohoštětinatých kroužkovců žijících v mořích Evropy a Severní Ameriky. Dýchá celým tělem. Vývin je nepřímý.

## Popis
Její tělo je složené z článků s výraznými končetinami (parapodii), ze kterých vybíhají štětiny. Dosahuje délky max. 20 cm a podobá se do jisté míry pozemní stonožce. Její hlava vybíhá ve dvě tenká tykadla a je opatřena čtyřma očima.